# Championnat de Guinée masculin de basket-ball
Le Championnat de Guinée masculin de basket-ball, appelé la Ligue 1, est le championnat de basket-ball masculin de plus haut niveau à Guinée. Actuellement, 6 équipes participent à la compétition pour déterminer les champions nationaux.
Les vainqueurs de chaque saison de Ligue 1 participent à la Road to BAL, les tours de qualification de la Basketball Africa League (BAL).

## Histoire
Depuis 2021, la ligue n'est plus organisée en raison d'un conflit entre la Fédération guinéenne de basket-ball (FGBB) et le Ministère des Sports de Guinée. En février 2023, le président de la FGBB, Sakoba Keita, a annoncé son intention de professionnaliser la ligue en permettant aux équipes d'obtenir un statut d'entreprise et en introduisant un salaire minimum pour les joueurs.
En octobre 2023, plutôt que d'organiser une ligue, la fédération a organisé un tournoi de qualification pour déterminer le représentant du pays au Road to BAL. SLAC a remporté le tournoi.

## Équipes
- SLAC
- Horoya Athletic Club
- DRC
- ASD
- Asfo
- Free

## Palmarès

### Palmarès par édition
| Année     | Vainqueur         | Finaliste            | Troisième place      | Réf.  |
| --------- | ----------------- | -------------------- | -------------------- | ----- |
| 2014-2015 | SLAC              |                      |                      |       |
| 2015-2016 | SLAC              |                      |                      |       |
| 2016-2017 | SLAC              | Magic Basket Club    | Horoya Athletic Club | [ 3 ] |
| 2017-2018 | Magic Basket Club |                      |                      |       |
| 2018-2019 | SLAC              |                      |                      |       |
| 2019-2020 | SLAC              |                      |                      |       |
| 2020-2021 | SLAC              | Horoya Athletic Club |                      | [ 4 ] |
| 2021-2022 |                   |                      |                      |       |
| 2022-2023 | SLAC              | Horoya Athletic Club |                      | [ 2 ] |

### Palmarès par club
| Rang | Équipe               | Titres | Finalistes | Titres par édition                       | Finales perdues |
| ---- | -------------------- | ------ | ---------- | ---------------------------------------- | --------------- |
| 1    | SLAC                 | 7      | 0          | 2015, 2016, 2017, 2019, 2020, 2021, 2023 |                 |
| 2    | Magic Basket Club    | 1      | 1          | 2018                                     | 2017            |
| 3    | Horoya Athletic Club | 0      | 1          |                                          | 2021, 2023      |